# Girls’ Generation
 (кореј. 소녀 시대; романизовано So Nyeo Shi Dae; скраћено SNSD), познатa и под именом СНСД, је јужнокорејска женска група коју је формирала С.М. агенција. Група се састоји од осам чланова: Тејон, Сaни, Тифани, Хјојон, Јури, Сујонг, Јуна и Сохјон. Оригинално група са девет чанова, девети члан Џесика је касније напустила групу у септембру 2014. Girls’ Generation дебитовала је 2007. године са својим корејским деби албумом. Иако је албум привукао пажњу, тек 2009. године група је постала славна с синглом "Gее", која је на првом месту на КБС-у листи освојила рекордних девет узастопних недеља и проглашена је најпопуларнијом песмом 2000-их година у Јужној Кореји Мелон. Girls’ Generation је додатно ојачала своју популарност на јужнокорејској музичкој сцени уз помоћ синглова "Genie","Оh!" И "Run Devil Run", који су објављени средином 2009. и почетком 2010. године .
Средином 2010. године, Girls’ Generation је потписала уговор са Наиутававе Рекордс-ом (данашњи ЕМИ Рекордс Јапан) како би ушла у јапанску музичку сцену. Њихов први велики јапански албум дебитовао је на врху јапанске Орицон Албумс Листе и постао је први албум не-јапанске женске групе која је добила титулу "Милион" од стране Удружења снимања индустрије Јапана. Трећи корејски студијски албум Момци изашао је у октобру 2011. године и постао најпродаванији албум у Јужној Кореји 2011. године са продајом преко 380.000 примерака. Енглеску верзију сингла "The Boys" објавио је Интерскоп Рекордс у покушају да прошири групи на глобалну музичку сцену. Четврти корејски студијски албум Имам дечка из 2013. године подржао је сингл "I Got A Boy", који је био подвргнут великој пажњи западних медија након што је освојио награду Видео Године на Јутјуб музичким наградама. Њихов пети корејски студијски албум,"Lion Heart", објављен је у 2015. години. Године 2017, Girls’ Generation објавила је свој шести корејски студијски албум "Holiday Night", у знак обележавања десете годишњице групе.
Музички стилови Генерације Девојака се карактеришу као електропоп и баблгам поп, мада су њихови звуци разноврсни, укључујући различите жанрове као што су на примјер хип хоп, Р&Б и ЕДМ. Продали су више од 4,4 милиона албума и 30 милиона дигиталних синглова од 2012. године. Огромна популарност групе у њиховој родној Јужној Кореји донијела има је бројне награде и наслове "Национални представници" и "Националана женса група". Girls’ Generation се такође сматра једним од истакнутих личности који су заслижни за “Корејски талас“ једног од најпопуларнијих К-поп наступа на међународном нивоу. Они су прва женска група азијског поријекла која има пет музичких спотова са више од 100 милиона приказа на Јутјуб-у: "Geе", "I Got A Boy", "The Boys", "Mr.Taxi" и "Оh!". У Јапану су постали прва не-јапанска женска група која је имала три албума број један на јапанској листи Орицон Албумс, а њихове три јапанска турнеје привукле су рекордних 550.000 гледалаца, више него било која друга корејска група.

## Име
Корејско име групе је Соњо Шиде (корејски: 소녀시대), из кинеско корејског корена значи "Girls’ Generation"; они су такође познати као СоШи (корејски: 소시) или СНСД, оба су скраћени облици имена корејског језика групе. Због тога што се њихово име састоји од кинеских корена, име групе је слично на кинеском и јапанском језику: у Јапану име групе се изговара као Шоџо Џидаи (јапански: 少女 時代), и у мандаринском кинеском као Шаону Шидаи (кинески: 少女 時代/ 少女 时代). 

## Историја

### 2000—2008: Формирање и дебутирање
Пре дебитовања групе, неки чланови су већ били укључени у ову индустрију.Јуна је прошла кроз око 200 аудиција за музичке видео снимке, драме и филмове пре него што је постала певачица за Генерацију девојака.  Сујонг је била изложена јапанској музичкој сцени као члан поп састава по имену Рут θ, који је распуштен годину дана након свог дебитовања 2002. 
Први члан групе који се придружио С.М. Систему обуке за забаву била је Џесика 2000. године, након што су она и њена сестра,Кристал Џунг, били у Јужној Кореји током породичног одмора.  Те исте године, чланови Сујонг и Хјојон били су изабрани за систем обуке С.М. кроз 2000. С.М. Отворену Аудицију, у којој је Хјојон плесала за аудицију.Јури је била следећи члан која је постала С.М. приправник након што је освојила друго место у 2001. С.М. Такмичењу младих најбољих играча.Јуна се придружила након годину дана кроз С.М. Сатурдаи Отворену Аудицију, где је пјевала и плесала пјесме омиљенх певача, БоА и Бритни Спирс. Сеохјин, најмлађи члан групе, случајно је аудицирала, након што је срела једног од чланова жирија у подземној етажи С.М. зграде; да би 2003. Године отишла на праву аудицију и освојила певајући дечје песме. 
Генрација Девојака је наступала на такмичењу за одбојку на плажи 2008. у Јамсил Арени у Сеулу.
Вођа групе,Тејон, придружила се осталима 2004. године након што је освојила прво место у С.М. Конкурсу младих певача. Исте године, члан Тифани је отишла на аудицију у С.М. Звјездани Кастинг Систему у Лос Анђелесу и придружила се компанији у октобру 2004. Задњи члан групе који се придружила била је Сaни, која је постала С.М. приправник у 1998. години и обучавала се пет година пре преласка у другу компанију Старворлд. На Старворлд-у, обучавала се за деби у дуету по имену "Sugar", који никада није дебитовао. 2007. године, по препоруци корејско-јапанске певачице ИцониК, Сaни се враћа у С.М. и постаје члан Генерације Девојака. 
У јулу 2007, Girls’ Generation је имала свој први наступ на Мнет Школи рока, где је група изводила свој први сингл "Into The New World" (다시 만난 세계; Даси маннан сегие). 5. августа 2007. група је званично дебитовала на СБС'с Инкигаио, где су изводили исту песму.  Girls’ Generation је у новембру годину дана посије тога, издао свој титулирани студијски албум, којем су претходили синглови "Girls’ Generation" (소녀 시대; Со Њa Ши дe) - римејк песме 1989 Лее Сеунг-цхеол и "Љубим те" . Girls’ Generation је постала дванаести најпродаванији албум у Јужној Кореји 2007. године, који је продао 56.804 копија.  Албум је продао преко 120.000 примерака у земљи од 2009.  У марту 2008. албум је поново објављен под називом Бејби Бејби.  Албуму је претходио сингл са истим именом, који је објављен на дигиталним музичким сајтовима 17. марта 2008. 

### 2009—2010: Прокрет ијапанскидеби
Иако је "Girls’ Generation" привукла пажњу са својим дебитантским албумом за 2007. годину, до 2009. године група није успела доcпети се на велику сцену.  7. јануара група је објавила деби продукцију ЕП, која је продала преко 100.000 примерака у Јужној Кореји.  Његова насловна нумера заузела је позицију број један на КБС-у Мјузик Листи и остала је на врху за рекордних девет узастопних недеља, постајући рекорд који је држала све до 2012. године, када је Пси објавио пјесму " Гангнам Стајл " која је остала на врху десет седмица.  Такође је постала најпродаванији сингл 2009. године у Јужној Кореји.  Друга ЕП група "Tell Me Your Wish" (позната под именом "Genie") ("Совонеул малхаебва") и њен титуларни сингл су били објављени у јуну 2009.  ЕП је продао рекордних 50.000 примерака у Јужној Кореји у својој првој седмици ослобађања. У новембру 2009. године, С.М. најављује прву турнеју групе названом "Into The New World", чије су карте за јужнокорејске наступе продате за три минута. Турнеју је одржана у градовима: Сеул (Јужна Кореја) у децембру 2009, Шангај (Кина) у априлу 2010. и Тајпеј (Тајван) у октобру 2010. 
Други студијски албум Генерације Девојака "Ох!" је објављен у јануару 2010. године,  који је био на врху листе Гаон на од 24. јануара до 30. јануара 2010. и продао је преко 234.500 примерака у Јужној Кореји до 2014.  Албуму је претходио истовремено један водећи сингл са истим именом, који је освојио врхунску позицију на Гаон Дигитал Листи и постао други најпродаванији дигитални сингл 2010. у Јужној Кореји, који је продао више од 3,3 милиона примерака.  "Ох!" поново је објављен под називом "Run Devil Run" у марту 2010, који је касније био на врху Гаон листе.  Његов титула сингл достигао је врхунско место на Гаон Дигитал Листи.  }"Оh!" И "Run Devil Run", трчи су били комерцијални успеси у Јужној Кореји, постајући други и четврти најпродаванији албуми 2010. године. 
Средином 2010. године,Girls Generation је потписала са Наиутававе Рекордс (данас ЕМИ Рекордс Јапан), да бе се посветила јапанској музичкој сцени.  Њиховодебутирање у Јапану било је ДВД под називом Нови почетак Генерације Девојака, објављен у августу 2011. године, који садржи седам музичких видео записа групе и посебан бонус снимак.  ДВД је дебитовао на четвртом месту на јапанском Орицон ДВД Листи 23. августа 2010. године,  што је довело до тога да Girls’ Generation постане прва група корејских девојака која је на Орицоновој листи освојила место у топ пет ДВД-а.  Продала је 60.000 примерака у Јапану и сертификовала је злато од стране Удружења за снимање индустрије Јапана (РИАЈ). У септембру 2010, Генрација Девојака је издала јапанску верзију "Genie" као свој деби сингл у Јапану. Она је освојила број број на јапанској Листи Орицона Синглес и била је сертификован платинасто за дигиталну продају преко 250.000 примјерака од стране РИАЈ. Следећег месеца, група је издала свој други јапански сингл "Gее", који је достигао број два на Орицон Синглес Листи.  "Gее" је постала први сингл од стране не-јапанске женске групе која је ушла у топ три на листи Орицон од 1980.  То је најуспешнији сингл групе у Јапану, који је остварио рекордну продају 207.000 примерака и милион сертификата за бројне продаје који за сада броје преко милион примјерака од стране РИАЈ. Поред њихових јапанских активности, учествовали су и на СМГрадЛивеу '10 Светској Турнеју . 
Трећи корејски ЕП "Hоот" (훗; Хут) објављен је у октобру 2010.  На листи албума Гаон је постигао друго место и и треће место на Орицон листи албума, такође је постао и трећи најпродаванији албум у Јужној Кореји.  Насловна нумера дебитовала је на Гаон Дигитал листи у недељи која почиње 24. октобра 2010.  На фестивалу Сеул Музичке Награде 2010 и 2011. године, група је освојила две награде за уметника године, постајући прва група која је освојила ову категорију два пута узастопице. 

### 2011—2012: јапански успех,"The Boys" и међународна експанзија
наставила је свој успех у Јапану са синглом "Mr.Taxi /Run Devil Run", објављеном у априлу 2011. године. Који је од априла 2017. године је сертификован титулом милион од стране РИАЈ-а.  После издавања три сингла у Јапану, њихов деби јапански студијски албум објављен је у јуну 2011.Да би промовисала албум, Girls’ Generation је започела 1. Јапанску арену турнеју, која је започела у Осаки 31. маја 2011.  Албум је доживо велики успех у Јапану, који је био на врху јапанског Орицон Албумс Листе и постао први албум групе страних девојака која је била на врху листе Орицон.  У првом месецу пуштања у продају, Girls’ Generation продала је 500.000 примерака и зарадила двоструку платинасту сертификацију од стране Удружења снимања индустрије Јапана.  Албум је постао пети најпродаванији албум у Јапану 2011. године у и петнаести најпродаванији у 2012. години, са укупним продајним цифрама од 871.097 примјерака.Препађена верзија под називом "The Boys" објављена је у децембру 2011. године и достигла је број 5 на Топ Листи албума Орицон.  У мају 2012. године, Генерација Дјевојака је сертификовао Милион од РИАЈ-а, означавајући продају милион копија у земљи - постао је први албум групе јужнокорејских дјевојака, а други јужнокорејски чин који је остварио такво достигнуће. Албум је освојио награду за Албум године на МТВ Видео Музичким наградама у Јапану 2012. После успешног јапанског дебутирања, група се сматрала најпопуларнијом групом К-попа  у Јапану, поред Каре, која је такође освојила неколико топ пет јапанских синглова у то доба. 
Трећи корејски студио албум, Момци, пуштен је у продају у октобру 2011.  Албум је издао у Сједињеним Државама Интерскопе Рекордс, обележавајући деби албума Генерације Дјевојака у земљи.  Да би помогли Момцима да се повежу са публиком широм света, група је дебитовала на америчкој телевизији након наступа на ТВ програмима: Шоу Дејвида Летермана 31. јануара и Уживо са Кели 1. фебруара.  Такође су наступали на француској телевизијској емисији Ле Гранд Јоурнал 9. фебруара. Албум је постигао велики успјех у Јужној Кореји.  Ово издање је на крају постало најпродаванији албум у Јужној Кореји 2011. године, са 385.348 примерака. Од 2015. године, Момци је продат у 460.959 примерака у Јужној Кореји, постајући најпродаванији албум женске групе. Главни сингл "Момци", је на врху Гаон Дигитал Листе и продао је преко 3,03 милиона примерака у 2011.  У Сједињеним Државама, сингл је успио продати преко 21.000 дигиталних примјерака. 
У јуну 2012, Генрација Дјевојака је издала свој четврти јапански сингл "Папарацо", који је достигао број два на јапанском Орицон Синглес Лити и био је сертификован Златно од стране РИАЈ. Према СоундСцан Јапану, сингл је продао 103.000 примерака у првом месецу издавања. Три месеца касније, група је издала свој пети јапански сингл "Ох!", Који је био њихов први ссингл на Орицон Синглес Цхарту, а РИАЈ ми је додијелио сертификат Злато.  Генерација Дјевојака објавила је свој други јапански албум Дјевојке и Мир у новембру, који је продао 116.963 примерака у својој првој недељи. Потом је РИАЈ потврдио његову титулу Платина и тиме он постаје четрдесети најпродаванији албум у Јапану у 2012. години, са 141.259 копија.  Албуму је претходио и сингл "Моћ цвијећа". 

### 2012—2014: Сингл Имам дечка, признање широм света и Џесикин одлазак
У децембру 2012, група објавила је "Краљица плесања" – римејк пјесме британске певачице Дуфи- као водећи сингл са њиховог тада наступајући албума из 2013. године у Кореји.  У 2013. години група је издала свој четврти корејски студијски албум под насловом Имам дечка.  Истог дана, група је одржала посебни телевизијски програм МБЦ, под називом Романтична фантазија једне девојчице.  Албум је био комерцијални успех у Јужној Кореји, који је био на врху Листе Гаон Албум; такође је освојио и прво место на Билбоардовом списку албума. Насловна песма "Имам дечка", потврдила је позицију број један на Билбоардовој К-Поп Хот 100 и Гаон Дигитал листи.  То је једанаести најпродаванији дигитални сингл од 2013. године у Јужној Кореји са укупном продајом од 1.354.672 јединица. Његов музички видео освојио је награду Видео године на инаугуралним Јутјуб музичким наградама 2013. године, побиједивши друге популарне номинације укључујући Пси и Јустин Биебера, који је био предмет велике пажње западних медија јер се група сматрала мање познатим у односу на друге кандидате у то време. 
У фебруару 2013. године, Генерација Дјевојака је започела турнеју Дјевојке и Мир: која је започела у Кобеј 9. фебруара.  Пратећи ДВД је објављен у септембру 2013. и на врху је Орицон ДВД листе, који је продао 53.256 примерака у првој седмици издавања.  Прва светска турнеја групе, Генерација Дјевојка свјетска турнеја под називом Дјевојке и мир, спроведена су од јуна 2013. до фебруара 2014. године и састојала се од десет концерата у седам азијских земаља. 
Група је објавила свој први римејк албум, Селекција Нјбоњих хитова, у марту и ливе албум под називом Турнеја Генерације Дјевојака из 2011. у априлу 2013. Први је на листи албума Орицон Листе, док је на првом месту на Листиалбума Гаон.  Трећи јапански студијски албум Дјевојке и Генерације, Љубав и Мир, објављен је у децембру 2013. Албум је дебитовао на првом мјесту на Орицон Албумс листи, који је продао више од 129.000 примерака у својој првој недељи, а РИАЈ је добио сертификат.  Албум је објавио два сингла: "Љубав и дјевојке" и "Галактична Супернова", који су на броју четири и три на Орицон Синглес листи. 
Четврти корејски ЕП, је издат у фебруару 2014. године, а касније је дебитовао на првом мјесту на Гаон албум листи након пуштања у рад. ЕП је био 5. најпроданији у 2014. години у Јужној Кореји, док је до краја године продато 163.209 примерака. У Сједињеним Државама, ЕП дебитовао је на броју 110 на Билборд 200 са првом недељном продајом од 3.000 примерака.  Насловна пјесма "Господин.Господин", која се налази на врху Гаон Дигитал листе, продала је 906.962 примјерака у 2014, постајући 46. најпродаванији дигитални сингл у Јужној Кореји. 
У јулу 2014. године група је објавила свој први албум "Најбољи" са јапанским највећим хитовима, који се састоји од претходних синглова групе и четири нове нумере: "Неупадљив", "Божанствено", "Дјевојке сцене" и "Реакција". На врху албума Орицон Албумс листе је провео двије недеље узастопно и продато је преко 175.000 примерака у Јапану.  Са најбољим нагласком на првом мјесту албума Орицон Албумс листи, Генерација дјевојака је постала прва не-јапанска женска група у Азији која има три албума број један на листи. Такође су завршили своју трећу концертну турнеју у Јапану, Љубав и мир, у том мјесецу. Почевши од Фукуока у априлу 2014. године, група је обавила концерте 17 пута у седам јапанских градова, укључујући Осака, Нагоиа и Токио. Са три јапанске концертне турнеје од 2011. године, Генерација Дјевојака привукла је укупно 550.000 гледалаца, постављајући рекорд за женску групу К-попа. 
Чланица Џесика је 29. септембра 2014. године објавила да је отпуштена из групе. С.М. је то потврдио и изјавили су да Џесика више није члан групе због сукоба између ње и распореда групе. Генерација Дјевојака наставила је да промовише групукао осамчлану групу након тога. Преосталих осам чланова наставило је са активностима групе, одржавајући концерт Најбољи Лајву Токио Домеу 9. децембра 2014. Концерт је привукао 50.000 гледалаца. Снимљена емисија објављена је као ДВД у априлу 2015, која је истовремено била на врху Орицонових ДВД и Блу-раи глисте. 

### 2015—2016: Лавље срце
Група изводи "Лавље срце" на КБС Гаио сцени у децембру 2015. године
Гирлс Генератион најавила је сингл "Ухвати ме, ако можеш", што је њихово прво издање као осмочлану групу, у марту 2015. Снимљен је и корејски и јапански видео снимак; корејска верзија је објављена широм света 10. априла, док је јапанска верзија објављена 22. априла 2015. Она је досегла број деветнаест на Гаон Дигитал Листи и број осам на Орицон Сингл Листи. 
Генерација Дјевојака открила је насловне корице петог корејског студијског албума Лавље срце 12. августа 2015. Касније га је објавио С.М. 19. августа 2015. Албум је заузео мјесто на врху листе албума Гаон Албум, и број једанаест ј на Орицон албуму. Постаје тринаести најпродаванији албум у 2015. години у Јужној Кореји, а продаја је износила 145.044 примјерака. 
Лавље срце имао је три сингла - прва је "Забава", која је објављена у јулу 2015. Забава је била на врху Гаон Дигитал Листе, и на десетом мјесту на Јапан Хот 100 листи, и броју четири на Биллбоард'с Светским дигиталним пјесмама. Након објављивања "Забаве", група се појавила се на Биллбоард Социал најболих 50 листи на броју четрдесет и четири, дана 1. августа 2015. Следеће седмице, положај групе на листи порастао је на број двадесет два. Следећи синглови "Лавље срце" и "Ти мислиш" постали су доступни заједно са издањем албума. На Гаон Дигитал листи су постигли мјесто број 4 да би се за неколиоко дана попели на 3. мјесто.
Да би промовисала албум, група је глумила у јужнокорејском телевизијском програму под називом Канал Генерација Дјевојака. Даље су започели четврту концертну турнеју "Генерација Дјевојака: Фантазија“ која је започела 21. новембра 2015. године у Сеулу. Са овим, Генерација Дјевојака је постала прва јужнокорејска женска група која је одржала четврту концертну турнеју. Група је такође истовремено започела своју 4. Јапанску турнеју, која је започела 12. децембра 2015. године у Нагоиа. До краја године "Гаон Мјузик " објавио је да је "Генерација Дјевојака" била најуспешнија женска група Јужне Кореје за 2015. годину. Са издањем њиховог албума Лавље срце заједно са још два албума, подгрупе ТТС и члан Тејеон, заједно су продали преко 398.000 физичких примерака. 
Група је била на одмору већи део 2016. године. Међутим, у знак обележавања деветогодишњице дебитовања групе, у августу 2016. године објављен је један сингл "Једрење ". Текст је написала члан групе Соујанг, наглашавајући однос између групе и њихових фанова. 

### 2017-данас: Празнична ноћ
Генерација Дјевојка наступа на концерту Мировног ДМЦ у 2017. Години. У јулу 2017. објављено је да је Генерација Дјевојака објавила свој шести студио албум на корејском језику у знак обиљежавања десетогодишњице дебитовања групе. Албум, назван Празнична ноћ, објављен је 7. августа 2017. године. Она је дебитовала на врху табеле Билбоард Свјетски Албуми, и досегла број 2 на Јужнокорејској Гаон листи. Албум је премашио Момци као најпродаванији албум корејског језика у првој недељи, и продао 167.638 физичких примерака до краја године. 
У октобру 2017, С.М. је објавила да су чланови Тифани, Сујонг и Сеохјун одлучили да не обнављају своје уговоре са компанијом да се фокусирају на своју глумачку каријеру. Са променом музичких етикета, група је рекла да се не распушта и да о будућим активностима групе од осам чланова остаје да се расправља. 

## Подгрупа и соло каријере
У априлу 2012. године, С.М. продукција је формирала подгрупу под називом ТТС (позната и као ТеТиСе), која се састоји од три члана: Тaејон,Тифани и Сeохјaн. ТТС је објавио три продужене представе: Твинкл (мај 2012.), Холер (септембар 2014), и "Dear Santa"(децембар 2015). 
Средином 2015. године С.М. је најавио да ће члан Тејон бити прва који ће започети своју соло каријеру и открио да ће њен деби албум бити објављен касније те године. Те-ин деби ЕП-а пуштен је 7. октобра, и продуцирао је главни сингл "I", у којем је присутан и јужнокорејски репер Вербал Јинт. ЕП је освојио друго место на Гаон листи и био је шеснаести најпродаванији албум у 2015. години у Јужној Кореји, са продајом од преко 119.500 примерака. Те-ов други ЕП Зашто је објављен у јуну 2016. Који је доживио велики комерцијални успјех. 
Након успешног соло дебитанског албума Те, члан Тифани је најављен да ће бити други члан који ће да покрене своју соло каријеру у мају 2016.  Тифанијин деби ЕП Ја само желим да плешем је објављен 11. маја. У јануару 2017. године, члан Сохјон постао је трећи члан који је дебитовао као соло уметник, ослобађајући свој први ЕП Не говори не 17. јануара. 
Члан Хјојон је такође имала неколико соло издања, укључујући два сингла, "Mistery" (2016) и "Wanna Be" (2017). 

## Музички стилови
Музика групе је претежно поп. Старији синглови групе као што су "Gее", "Genie" (2009) и "Ох!" (2010) су описани као бублегум поп; "Gее" такође садржи елементе техно и хип хопа, као што је напоменула Абигаил Ковингтон из Тхе А.В. Клуб. Без обзира на то, музички стилови групе су се одавно разликовали; Анзе Занг са Њујоршког универзитета написао је да упркос чињеници да се стилови Генерације Девојака сматрају "маинстреам" у Јужној Кореји, док нама група "је звучала више експериментално". 
Њихов сингл "Момци" из 2011. године отишао је за "зрелог" стила из претходног нагласка групе на "смешне" теме, садржи елементе из хип хопа, жанра у којем се ова група никада није уздрмала. Први студио албум, према рецензенту АллМусиц-а Тим Сендра, укључује уптемпо плесне нумере "са равним поп радиофилмом." Песма из 2012. Године "ремикс" британске певачице Дуфи - поседује "функи поп" производњу, за разлику од сигнала електропопа групе. Њихов сингл "I Got A Boy" из 2013. био је запамћен због свог еклектичног музичког стила, користећи различите жанрове који се крећу од бубблегум поп, електропопа и бубња и баса до поп-рапа, ЕДМ-а и дубстеп-а. Јефф Бењамин из Биллбоарда похвалио је песму као "један од најнапреднијих најважнијих поп синглова који су чули у било којој земљи." Оба претходна сингл албума "I Got A Boy" (2013) комбинују елементе из широког спектра жанрова као што су нови талас из 1980-их, и ЕДМ. ЕП из 2014., карактерише "узбудљив" Р & Б звук са "хладним, једноставним" мелодијама.  АллМусиц-ов Хеатхер Пхарес је такође запазио инспирацију ЕДМ-а, хип-хопа, традиционалног К-поп звука и еуропопа из касних осамдесетих година у ЕП-у, која је означила "сет пјесама које нуди нешто за сваку врсту Гирлс Гирлс Генератион и проширује њихов музички досег."Lion Heart"албум групе за 2015. годину враћа свој бубблегум поп звук; трећи сингл "You Think", међутим, представља хип хоп песму која укључује ударце у својој инструментацији. 

## Текстови и теме
Иако већину издања Генерације Девојака-а пишу аутори песама за С.М., неки чланови повремено су учествовали у писању песама. Чланица Јури је написала текстове песама "Грешка" из њиховог ЕП из 2010. године. Сујонг написала је текстове за пјесму "Како је дивна твоја љубав" на студијском албуму групе Момци из 2011. Чланови Сујонг, Јури и Сеохјун написали су текстове за "Бејби Можда" и "XYZ" на студијском албуму групе Имам дечка 2013. Главне лирске теме Групе што је окарактерисано Цхрис Труе од АллМусиц су "Журка за плес" и "Дјевојачка ноћ." Песме су критиковали западни медији јер по њима група не представља феминизам и промовише супротно. Цеејаи Лее из феминистички часопис Фем критиковао "генеричке" теме група, као што су Вондер Гирлс или Генерација Дјевојака називајући их "сексистичкима" Стивен Епштајн од Вицториа Университи оф Веллингтон и Јамес Турнбулла од Донгсео Универзитета изразили забринутост да текстови група К-поп дјевојчица може покренути значајна питања о јачању проблематичне природе - посебно с синглима "Гее" и "Ох!" 
Писање Харвард Цримсон-а, Соиоунг Ким написао је да је "представљање жена у К-поп-у је било проблематично" и издвојило "Gее" као оличење; Његову репетитивну реч "Шта да радим?" (어떻게?), "Будала" (바보) или "Не знам" (몰라) сугеришу да су девојке "потпуно безобразна деца" која глуме да су "глупа " само да би привукла партнера. Додао је и сингл "I Got A Boy" као врхунац лоших текстова групе, са линијама као што су "Имам дечака, он је супер /, моје срце је одузето [...] Мој принц! / Кад ћеш ме спасити? " Ким је дошла до закључка да се "женски уметници К-поп оријентишу око мушкараца да бисте добили пажњу".  Упркос критици, неколико песама "Girls,Girls", као што су "Hоот" и "Bad Girl" (са њиховог јапанског албума из 2011. године) забележени су за приказивање "самопоузданих младих жена са сопственим мишљењем", што је одлазак од њихових првих синглова. Ова група је 2011. сингл "The Boys" како је приметио за преноси феминистичку тему и поређен је са Бијонсиним синглом "Владајте свијетом (дјевојке) због сличног садржаја;, Еун-Иоунг Јун у књизи Корејски талас (2013) нагласио је да ови текстови говоре о девојкама које су сигурне у себе и своју сексуалност. 

## Имиџ
У својим раним годинама, група је била позната по извођењу синхронизованих плесних тачака у униформама. Са њиховим каснијим ослобађањем, група је имала за циљ зрелију слику, бирањем сопствених костима и кореографија.
Girls’ Generation је позната по томе што је пронашла своје личне модне стилове и сценске представе током своје каријере. У својим раним годинама група је наступала у униформама; са дебитантским синглом "У нови свијет", у којим су се представиле као средњошколке. Године 2009. група је поставила модни тренд "Colorful Jeans" са песмом "Gее", а касније се одлучила за морски инспирисан имиџ униформе и шорцеве којима су наглашавале своје ноге са песмом "Genie". У 2010. години имиџ групе је постао разноврснији: они су користили концепт навијача за "Оh!",, док су перформансе њиховог сингла "Run Devil Run" за 2010. Запамћене по костимаима који су пратили тамније теме. Касније те године, група се претворила у певаче инспирисане Бонд Грлс за визуелни "Hоот". Група је 2011. године успоставила имиџ "хероина", а чланови су одабрали сопствену опрему, наглашавајући сваки од чланова има сопствех укус, а не као сви остали само изводе у униформама. За перформансе "I Got A Boy" (2013), чланови су се одлучили за равне ципеле уместо својих високих чтикли како би правилно обавили изузетно тешку кореографију. Визуелне слике за своје синглове "Catch Me If You Can" и "You Think" одликовале су се за сложене кореографске потезе са више "моћне" и "секси" стране.
Имиџ девојке је често сматран "невиним", а њихови наступи на сцени описани су као "млади" и "шарени"; Цеејаи Лее из Фем-а је коментарисао да обуци Гирлс Генератион често откривају ноге. Еун-Иоунг Јунг у књизи Корејски талас оценио је да концепт групе спада у две главне категорије - "невин, (ранији синглови "Гее", "Ох!") и "зрелији, а не претерано секси, женски" (касније синглови "Трчи, ђаволчићу, трчи" и "Хоот"). Писац за Канцеларију за културу и информисање у Кореји сматрао је имиџ групе "секси" и "гирли" "богињама којима се тешко приступа." Јохн Сеаброок из Тхе New Yorkер описао је Генератион Гирлс као "групу преппи- изгледају младе жене у мршавим панталонама. Када носи вруће панталоне, то је приказивање гамаца, а не глуте. " New York Магазине изјавио је:" према извршним директорима и навијачима, апсолутна жалба [Гирлс 'Генератион] није њихова музика, што је привлачно, али деривативно. Уместо тога, група пројектује понизност која својим навијачима даје илузију да "када их видите на сцени, то је као да су дошли да вас виде". " Таилор Гласби из Дазеда приметио је да су не само рани" чисти "имиџ и музика групе привлачни, али су личности чланова у целини" јединствено учврстиле искуство ГГ у интимној породичној афери ", наглашавајући да њихови присталице изгледају према свим члановима као "сестре, узорци и иконе". 

## Утицај и насљеђе
"Увек смо ово причали међу собом на почетку, популарност, као и годишња доба, долази и пролази, ако је пролеће за једног од нас, не мењамо се, јер није важна индивидуална популарност већ дуговечност нашег тима. Када свако од нас добро ради, Girls’ Generation ће такође бити добро. "
- Сaни расправља о погледу групе на њихову популарност 
Girls’ Generation је сматрана истакнутим ликом у јужнокорејској култури и корејском таласу. У Јужној Кореји се признају као водећа женска група која је усмерила пажњу јавности на женске идоле након што је корејска музичка индустрија доживела прoлив мушких идола у периоду од 2002. до 2007. 

## Чланови
| Име                | Датум рођења        | Позиција                        | Додатно       |
| ------------------ | ------------------- | ------------------------------- | ------------- |
| Тејон (кореј. 태연, )  | 9. мај 1989.        | Главни вокал                    | Вођа групе    |
| Сaни (кореј. 써니, )   | 15. мај 1989.       | Главни вокал, главни плесач     |               |
| Тифани (кореј. 티파니, ) | 1. август 1989.     | Главни вокал                    |               |
| Хјојон (кореј. 효연, ) | 22. септембар 1989. | Репер, споредни вокал           |               |
| Јури (кореј. 유리, )   | 5. децембар 1989.   | Споредни вокал, споредни плесач |               |
| Сујонг (кореј. 수영, ) | 10. фебруар 1990.   | Репер, споредни вокал           |               |
| Јуна (кореј. 윤아, )   | 30. мај 1990.       | Споредни вокал                  | Лице групе    |
| Сохјон (кореј. 서현, ) | 28. јун 1991.       | Споредни вокал                  | Најмлађи члан |

## Бивши чланови
| Име                | Датум рођења    | Позиција     |
| ------------------ | --------------- | ------------ |
| Џесика (кореј. 제시카, ) | 18. април 1989. | Главни вокал |